# Jay McShann
James Columbus „Jay” McShann, ps „Hootie” (ur. 12 stycznia 1916 w Muskogee, zm. 7 grudnia 2006 w Kansas City w stanie Missouri) – afroamerykański muzyk jazzowy i bluesowy, pianista, wokalista i bandlider. Laureat NEA Jazz Masters Award 1987.

## Życiorys
Urodził się w konserwatywnej rodzinie chrześcijańskiej, dzięki temu od najwcześniejszego dzieciństwa wyrastał w otoczeniu muzyki gospel. Jego rodzicami byli Jess, który prowadził sklep meblowy, oraz Leona z d. McBee. Był najmłodszy z czworga rodzeństwa. Zaczął grać na fortepianie jako chłopiec, przyglądając się pianistycznym lekcjom starszej siostry. Słuchał też w radiu i z płyt takich pianistów jak James P. Johnson i Earl Hines. Był również zafascynowany bluesem. W rezultacie, mimo niechęci rodziców, sam nauczył się grać na domowym pianinie.
W 1931, mając piętnaście lat, rozpoczął karierę zawodową w zespole starszego kolegi z Muskogee – saksofonisty Dona Byasa. Występował, również z innymi grupami, w rejonie Tulsy i pobliskim stanie Arkansas. W 1936 podczas trasy koncertowej spotkał na postoju w Kansas City kolegę-muzyka z Tulsy, który namówił go pozostania w stolicy Missouri, „bo tam się gra muzykę”. Po kilku dniach był już stałym członkiem zespołu występującego w miejscowym hotelu Monroe. W następnym roku założył własny sekstet, a w 1939 – big-band The Jay McShann Orchestra, w którym grał m.in. młody Charlie Parker. Zespół intensywnie i z powodzeniem koncertował na terenie całych Stanów Zjednoczonych. W latach 1941–1942 dokonał szeregu nagrań – przede wszystkim bluesowych – dla wytwórni Decca. Był wśród nich najpopularniejszy dotychczas utwór orkiestry – Confessin’  the  Blues, w którym śpiewał Walter Brown. W 1944 big-band został rozwiązany, jego lider bowiem otrzymał powołanie do U.S. Army. Po zakończeniu II wojny światowej i prawie dwuletniej służby wojskowej sytuacja na rynku muzycznym uległa zmianie. Duże orkiestry straciły rację bytu, więc przestawił się na prowadzenie mniejszych formacji. Zaangażował wokalistę jumpbluesowego Jimmy’ego Witherspoona, który zaśpiewał utwór Ain’t Nobody's Business, jeden z pierwszych standardów bluesowych. Był to największy przebój zespołu i najlepiej sprzedawana w 1949 w Stanach Zjednoczonych race record – płyta z muzyką afroamerykańską.
W latach 50. jego sława wśród odbiorców jazzu zaczęła przygasać. Nadal jednak występował w Kansas City, mieście, w którym założył rodzinę i uznał za swoje. W 1955 jego zespół z wokalistką Priscillą Bowman wylansował nawet przebój Hands Off. W grudniu piosenka przez trzy tygodnie zajmowała pierwsze miejsce na rhythmandbluesowej liście bestsellerów tygodnika „Billboard”. Ponadto w tym okresie studiował aranżację i kompozycję w Kansas City Conservatory of Music (obecnie The University of Missouri–Kansas City).
Ponowne zainteresowanie brzmieniem Kansas City, które nastąpiło w końcu lat 60. sprawiło, że powrócił do aktywnej działalności. Występował zarówno jako pianista, jak wokalista, często ze skrzypkiem Claude’em Williamsem. W następnych latach regularnie grał i śpiewał na festiwalach jazzowych i w klubach w Stanach Zjednoczonych, Kanadzie i Europie, oraz często nagrywał. W 1979 pojawił się w filmie dokumentalnym The Last of the Blue Devils, poświęconym jazzowi z Kansas City. W 2003 ponownie wystąpił w filmie dokumentalnym. Tym razem w miniserialu jazzowym Piano Blues, zrealizowanym przez Clinta Eastwooda. Swoją ostatnią płytę, koncertowy album pt. Hootie Blues nagrał w kanadyjskim Toronto w 2001. Jego kariera nagraniowa trwała 61 lat.
Po krótkiej chorobie zmarł w St Luke’s Hospital w Kansas City. Miał 90. lat. Został pochowany na miejscowym Leavenworth National Cemetery.

### Jego kobiety
W 1941 poślubił Frances Beatrice z d. Shelton (1919–1976). Miał z nią córkę Carol. Po śmierci żony przez resztę życia towarzyszką była mu Thelma Adams, znana jako Marianne McShann. Doczekali się trzech córek: Lindy, Jayne i Pameli.

## Wybrana dyskografia
- Spoon Calls Hootie – Jimmy Witherspoon with Jay McShann & His Band (International Polydor Production)
- 1967
  - McShann’s Piano (Capitol)
  - Jay McShann 1947–1949 (International Polydor Production)
- 1970 Confessin The Blues (Black & Blue)
- 1972
  - Jay Mac Shann featuring Milt Buckner – Jumpin’ The Blues (Black and Blue)
  - Going to Kansas City – The Jay McShann All Stars (Swaggie Records)
- 1973
  - The Man from Muskogee (Sackville Recordings)
  - Kansas City Memories (Black and Blue)
  - The Band That Jumps the Blues! (Black & Blue)
- 1976
  - Classic Kansas City Jazz – Charlie Parker and Jay McShann First Solos (RCA)
  - Buddy Tate–Jay McShann–Paul Quinichette – Kansas City Joys (Sonet)
- 1977
  - Kansas City On My Mind (Black & Blue)
  - Jay McShann–Buddy Tate – Crazy Legs & Friday Strut (Sackville Recordings)
- 1978
  - A Tribute to Fats Waller (Sackville Recordings)
  - The Last Of The Blue Devils (Atlantic)
  - Kansas City Hustle (Sackville Recordings)
- 1979
  - The Big Apple Bash (Atlantic)
  - Blues And Boogie – Sammy Price and Jay McShann the First Time Together – Internationales Jazz Festival Bern (Ex Libris)
- 1980
  - The Last Of The Whorehouse Piano Players – Ralph Sutton & Jay McShann – Two Pianos Vol. 1 (Chaz Jazz Records)
  - The Last Of The Whorehouse Piano Players – Ralph Sutton & Jay McShann – Two Pianos Vol. 2 (Chaz Jazz Records)
- 1981 Jay McShann–T-Bone Walker–Sammy Price – Los Grandes del Jazz – Vol. 59 (Sarpe)
- 1984 Jay McShann–Eddie „Cleanhead” Vinson – Paris 1969–Istres 1977 Live! – Vol. 2 (Black & Blue)
- 1987 Roll’ Em (Black & Blue)
- 1990 Blues Festival 1969 – Jay McShann & Eddie „Cleanhead” Vinson (Sarpe)
- 1991 Paris All-Star Blues featuring Jay McShann – A Tribute to Charlie Parker (Limelight)
- 1998 My Baby with the Black Dress on (Chiaroscuro Records)
- 1999 Still Jumpin’ The Blues – Jay McShann with Duke Robillard and Maria Muldaur (Stony Plain Records)
- 2003 Goin’ to Kansas City (Stony Plain)
- 2006 Hootie Blues (Stony Plain)
- 2015 After Hours (Solid Records)

Zestawienie wg dat wydania płyt

## Nagrody i wyróżnienia
- 1987 NEA Jazz Masters Award
- 1988 Wprowadzenie do Panteonu Sław Bluesa (Blues Hall of Fame)
- 1992 Nominacja płyty Paris All-Star Blues featuring Jay McShann – A Tribute to Charlie Parker do Nagrody Grammy w kategorii Best Large Jazz Ensemble Album
- 1998 Wprowadzenie do Muzycznego Panteonu Sław Oklahomy (The Oklahoma Music Hall of Fame)[4]
- 2004 Nominacja płyty Goin’ to Kansas City do Nagrody Grammy w kategorii Best Traditional Blues Album